# К9 и друштво
К9 и друштво (енгл. K-9 and Company) је телевизијски пилот из 1981. у виду епизоде за предложени телевизијски спиноф британске научнофантастичне телевизијске серије Доктор Ху. У њему се појављују бивши главни ликови серије: истраживачка новинарка Сара Џејн Смит, коју глуми Елизабет Слејден, и роботски пас К9, коме глас даје Џон Лисон. Оба лика су били сапутници Четвртог Доктора, али се раније нису појављивали заједно. Једину епизоду „Девојчин најбољи пријатељ”, емитовао је BBC1 као божићни специјал 28. децембра 1981, али она није довела до наставка серије.
Радња епизоде „Девојчин најбољи пријатељ” смештена је у измишљено енглеско село Мортон Харвуд 1981. године. У епизоди, Сара Џејн и К9 истражују нестанак Брендана Ричардса (Ијан Сирс), штићеника Сарине стрине Лавиније (Мери Вимбуш), у светлу све већег броја извештаја о вештицама.
Под другом продукцијском екипом, целокупни концепт серије са Саром Џејн и К9 је на крају је ипак остварен серијом Авантуре Саре Џејн (2007–2011), у којој су учествовала оба ова кључна лика и глумци (иако се К9 и Лисон појављују само у неким епизодама).

## Порекло програма
Програм има своје корене чврсто у жељи продуцента Доктора Хуа Џона Нејтан-Тарнера да врати Елизабет Слејден у ТАРДИС. Желео је да она потпише уговор који је на крају додељен Џенет Филдинг крајем 1980. Нејтан-Тарнер је преферирао план за транзицију са Тома Бејкера на Питера Дејвисона у коме би учестовала Сара Џејн од Логополиса до друге приче 19. сезоне. Међутим, Слејденову није занимало да се врати само да би се поново вратила у улогу и функцију коју је имала годинама раније.
У међувремену, Нејтан-Тарнер је покушавао да схвати шта да ради са К9. Пас робот је био веома популаран међу децом, али је технички био тежак за руковање и Нејтан-Тарнер је сматрао да је чинио посаду ТАРДИС-а готово непобедивом. Одлучио је да би спиноф серија са К9 намењена деци била одлично решење. Међутим, таква серија би захтевала човека у главној улози, а његова главна кандидаткиња за ову улогу била је Слејденова. Он је представио серију глумици као одступање од онога што је раније радила: вратиће се као Сара Џејн Смит, али ће то учинити као главна јунакиња, а не само помоћница. Ову понуду Слејденова је прихватила.

## Епизода
| Број епизоде | Наслов                      | Трајање | Премијера          | Гледаност у Британији (милиони) |
| --- | --------------------------- | ------- | ------------------ | ------------------------------- |
| 1 | „Девојчин најбољи пријатељ” | 50:00   | 28. децембар 1981. | 8,4                             |
| Сара Џејн Смит посећује своју стрину Лавинију, која је повремено помињана, али никада није виђена у Доктору Хуу. Међутим, када је стигла у кућу своје стрине, открива да је њена стрина рано отишаа на предавање у Америку, упркос Божићу. Сара је тако остала разочарана могућношћу још једног одмора без породице. Лавинијин штићеник Брендан Ричардс прекида њен тренутак размишљања о изненадном нестанку њене стрине. Пошто је покупила велики сандук са железничке станице, вратила се у кућу и открива да ју је чекао већ неколико година. Када га је отворила, открила је механичког пса по имену К9. Након активације, Сари говори да је то поклон од Доктора. Брендановој радозналости за К9 одговара само Сарина обновљена забринутост због Лавинијиног одсуства. Тако се разилазе и следе своје новооткривене опсесије. Сара одлази у град да испита месно становништво, а Брендан остаје да испита могућности новог Сариног "љубимца". У граду, Сара открива да је Лавинија постала незадовољна некима због њених грубих писама уредницима месних новина о растућој пракси вештичарења у том крају. Брендан је, у међувремену, нападнут док је користио К9 за анализу узорака тла у Лавинијиној башти. Његови нападачи, Џорџ Трејси и његов син Питер, везани су за месни ковен. Џорџ Трејси бежи пре него што је Брендан успео да га добро погледа, међутим К9 користи свој ласерски пиштољ и омамљује Питера пре него што је крене у потеру за Џорџом. Брендан је везао Питера и испитивао га, али је он побегао када је Брендан изашао напоље да истражи звук ударца за који се испостаило да је К9 који случајно уништио стакленик у потрази за старијим Трејсијем. Пошто је Трејси заправо Лавинијин баштован, он је наравно позван следећег јутра да истражи штету коју је К9-ова потера за њим нанела стакленику. Пошто је Брендан покушао да се похвали pH равнотежом тла, Трејси оштро коментарише да је баштованство више о поштовању природе него о научној теорији. Мада, ипак, не одаје своје злокобније намере према Брендану. Касније те ноћи, шаље свог сина да отме Брендана који спава из куће. Овог пута, Бренданов нападач бива успешан, отимајући га од Саре која је била негде другде у кући и читала о месном практиковању вештичарења. Сара је сада све сумњичава према Трејсију, верујући да би он имао прилику да почини злочин, чак и ако она још не може да открије побуду. Стога проналази начин да сакрије К9 у Трејсијевој кући. К9 тихо надгледа домаћинство, све док на крају није чуо разговор који указује да је Трејси члан клана. Такође открива да Трејси намерава да убије Брендана у чину обредног убиства. Када је Трејси напустио своју колибу, Сара успева да поврати К9 који своју нову газдарицу упозорава на предстојећи злочин. Она нема начина да затражи помоћ месне полиције или, заиста, било кога другог у граду јер не може да поткрепи своју тврдњу да је преслушала разговор, а да притом не мора да објасни ко је и шта је заправо анахрони К9. Схвативши да су она и К9 ефективно сами, она покушава да смисли како да заустави жртвовање. Њен први задатак је да одреди када. Користећи Лавинијине књиге о вештичарењу, она и К9 закључују да се то мора догодити у поноћ на зимску краткодневницу која је сада удаљен само неколико сати. Међутим, неухватљивије је оно где, што доводи до тога да се њих двоје возе по крају проверавајући све цркве. Како откуцава последњих неколико минута пре поноћи, они коначно схватају да се на Лавинијином имању налази напуштена капела. Журећи кући, К9 и Сара су накратко били узнемирени јер су пропустили нешто што им је све време било пред носом. Стижу таман на време да К9 употреби свој топ да спречи свештеника и свештеницу из клана да забију нож у Бренданове груди. Сада запањена, полиција лако хвата вође групе. На крају прослављају Божић, а Сару зове стрина Лавинија. Стрина је изненађена што је Сара била забринута за њу пошто је оставила упутства свом пословном ортаку да пошаље Сари телеграм. Пошто се испоставило да је он врховни свештеник ковена, Сара се само насмејала и рекла својој тетки да има да јој исприча причу зашто та порука никада није стигла до ње. У међувремену, К9 покушава да се повеже са људским празником на свој начин па пева „Желимо вам срећан Божић“. |                             |         |                    |                                 |

## Продукција

### Белешке о улогама
Бил Фрејзер се раније појавио са Томом Бејкером и К9 Генерације II у Доктор Ху причи Меглос 1980. године, а Колин Џевонс је играо Дејмона у серијалу са Патриком Траутоном, Подводна претња, 1967. године.

### Музичка тема
Епизода „Девојчин најбољи пријатељ” је укључивала електронску музику коју су компоновали Ијан Левин и Фјакра Тренч. Музика је требало да буде оркестарска партитура, али је уместо тога аранжирана директно из електронског демонстрационог аранжмана Питера Хауела (који је такође аранжирао верзију музике за тему Доктора Хуа из 1980-их ).

### Емитовање и продукција
Гледаност пилот епизоде је била велика, а током премијерног емитовања је достигла око 8,4 милиона гледалаца у Уједињеном Краљевству. То је значило да је привукла више гледалаца од просечне епизоде Доктора Хуа током ере Џона Нејтан-Тарнера као продуцента.
Упркос овој натпросечној гледаности, пилот епизода није довела до целе серије. Приближни разлог за ово је била промена контролера канала BBC One, Била Котона, који је одобрио пилот епизоду па убрзо напустио место контролера. Заменио га је Алан Харт, коме се једноставно није допала замисао и резултирајући производ. Даље епизоде стога нису наручене. Пилот епизода је поновљена на каналу BBC2 24. децембра 1982.

## Пријем
Пилот епизода је на током свог премијерног емитовања привукла 8,4 милиона гледалаца.
Око 51% читалаца Часописа Доктор Ху који су учествовали у анкети „Моћних 200” свидело се К9 и друштво. Насловна секвенца се нашла на првом месту Топ 5 најгорих насловних секвенци на ТВ-у према Јако добром ТВ-у Дејвида Валијамса.

## Комерцијална издања

### Штампа
Новелизација „Девојчиног најбољег пријатеља” објављена је под насловом К9 и друштво у октобру 1987. као последња у серији Сапутници Доктора Хуа издавачке куће Target Books.

### Кућна издања
К9 и друштво је првобитно објављен на VHS-у 7. августа 1995. од стране -а. Затим је објављен на DVD-у 16. јуна 2008. као дупли пакет заједно са првом причом из Доктора Хуа са К9, Невидљиви непријатељ, од стране -а.
К9 и друштво је поново објављен на DVD-у од стране 2entertain-а 25. октобра 2010.
Укључен је у Blu-ray сет Доктор Ху Колекција: 18. сезона као додатни ремастеризовани снимак у HD-у. Такође је доступан за стримовање заједно са другим старијим епизодама Доктора Хуа на стриминг сервису BritBox и на BBC iPlayer-у у Уједињеном Краљевству.